# São João de Caldas de Vizela
São João de Caldas de Vizela ist ein Ort und eine ehemalige Gemeinde (Freguesia) im Norden Portugals.
São João de Caldas de Vizela gehört zum Kreis und zur Stadt Vizela im Distrikt Braga. Die Gemeinde hatte eine Fläche von 3,5 km² und 3409 Einwohner (Stand 30. Juni 2011).
Am 29. September 2013 wurden die Gemeinden Caldas de Vizela (São João) und Caldas de Vizela (São Miguel) zur neuen Gemeinde União das Freguesias de Caldas de Vizela (São Miguel e São João) zusammengeschlossen.